# Sérandon
Sérandon är en kommun i departementet Corrèze i regionen Nouvelle-Aquitaine i de centrala delarna av Frankrike. Kommunen ligger  i kantonen Neuvic som tillhör arrondissementet Ussel. År 2022 hade Sérandon 344 invånare.

## Befolkningsutveckling
Antalet invånare i kommunen Sérandon
Referens:INSEE